# 프레데리크 졸리오퀴리

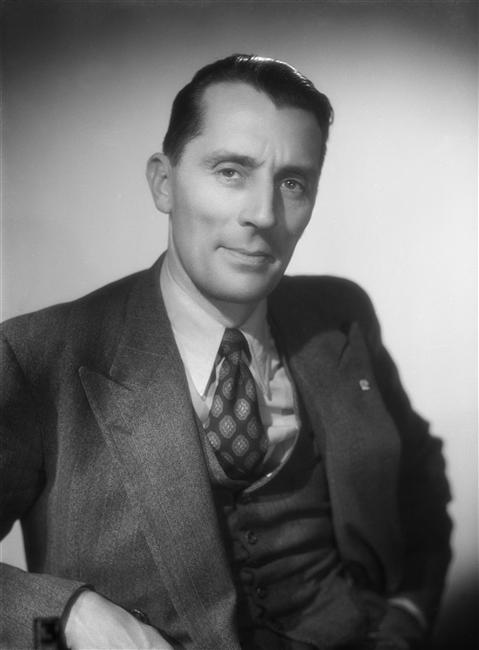
프레데리크 졸리오퀴리 (1948년)

장 프레데리크 졸리오퀴리(프랑스어: Jean Frédéric Joliot-Curie, 1900년 3월 19일~1958년 8월 14일)는 프랑스의 원자물리학자이다.
그의 부인은 마리 퀴리와 피에르 퀴리의 첫째 딸인 물리학자 이렌 졸리오퀴리이다. 그러므로 졸리오퀴리는 마리 퀴리의 맏사위가 된다.
1925년, 라듐 연구소에서 마리 퀴리의 조수가 되었으며 여기서 그녀의 딸인 이렌을 알게 되었다. 두 사람은 이듬해인 1926년에 결혼하였고, 이때 두 사람의 성을 붙여 '졸리오퀴리'가 되었다.
1934년, 부인 이렌과 함께 알루미늄에 알파 입자를 쏘는 것으로 세계 최초로 방사성 동위원소 제조에 성공하여, 1935년 '인공 방사선 원소의 연구'로 부부가 노벨 화학상을 수상하였다.
만년에는 프랑스 공산당에 입당하였다.
퍼그워시 회의의 창립에도 힘을 썼으며, 창설 멤버의 한 명이기도 하다. 또, 세계 평화 평의회의 초대 총장이다.

## 같이 보기
- 마리 퀴리 (영화)